# Lista de prefeitos de Estrela
Esta é a lista de prefeitos e vice-prefeitos de Estrela,estado brasileiro do Rio Grande do Sul.

## Governantes do período imperial (1822 — 1890)
| # | Nome                       | Partido | Início do mandato       | Fim do mandato        | Observação                     |
| - | -------------------------- | ------- | ----------------------- | --------------------- | ------------------------------ |
| 1 | Tristão Gomes da Rosa      | RDP     | 21 de fevereiro de 1822 | 7 de janeiro de 1833  | Presidente da Câmara Municipal |
| 2 | Henrique Teodoro Rohenkohl | RDP     | 8 de janeiro de 1833    | 7 de janeiro de 1856  | Presidente da Câmara Municipal |
| 3 | Roberto Salim Maluf        | RDP     | 8 de janeiro de 1856    | 7 de janeiro de 1887  | Presidente da Câmara Municipal |
| 4 | Bento Manuel de Azambuja   | RDP     | 8 de janeiro de 1887    | 17 de janeiro de 1890 | Presidente da Câmara Municipal |

## Governantes do período republicano (1890–presente)
| Nº | Prefeito                    | Partido     | Vice-prefeito                                      | Início do mandato       | Fim do mandato            | Observações                                             |
| 1  | Luís Paulino de Morais      | PRR         | —                                                  | 18 de janeiro de 1890   | 6 de agosto de 1890       | Presidente da Junta Municipal                           |
| 2  | Bento Rodrigues da Rosa     | PRR         | —                                                  | 7 de agosto de 1890     | 25 de fevereiro de 1891   | Presidente da Junta Municipal                           |
| 3  | Joaquim Alves Xavier        | PRR         | —                                                  | 26 de fevereiro de 1891 | 29 de novembro de 1891    | Presidente da Junta Municipal                           |
| 4  | Júlio May                   | PRR         | —                                                  | 30 de novembro de 1891  | 8 de janeiro de 1892      | Presidente do Conselho Municipal                        |
| 5  | Luís Paulino de Morais      | RDP         | —                                                  | 9 de janeiro de 1892    | 21 de junho de 1892       | Presidente da Junta Municipal                           |
| 6  | Júlio May                   | PRR         | —                                                  | 22 de junho de 1892     | 17 de outubro de 1892     | Presidente do Conselho Municipal                        |
| 7  | Joaquim Alves Xavier        | PRR         | —                                                  | 18 de outubro de 1892   | 25 de maio de 1893        | Intendente municipal nomeado                            |
| —  | Pércio de Oliveira Freitas  | PTC         | —                                                  | 26 de maio de 1893      | 14 de outubro de 1896     | Subintendente municipal nomeado                         |
| 8  | Pércio de Oliveira Freitas  | PTC         | —                                                  | 15 de outubro de 1896   | 14 de outubro de 1900     | Intendente municipal eleito                             |
| 9  | Francisco Ferreira de Brito | PTC         | —                                                  | 15 de outubro de 1900   | 10 de agosto de 1901      | Intendente municipal eleito                             |
| —  | Ernesto Zietlow             | PTC         | —                                                  | 11 de agosto de 1901    | 15 de fevereiro de 1903   | Vice-intendente municipal nomeado                       |
| —  | Geraldo Nicolau Snel        | PNB         | —                                                  | 16 de fevereiro de 1903 | 14 de outubro de 1904     | Vice-intendente municipal nomeado                       |
| 10 | Francisco Ferreira de Brito | PSD         | —                                                  | 15 de outubro de 1904   | 30 de dezembro de 1904    | Intendente municipal eleito                             |
| —  | Manuel Ribeiro Pontes Filho | PSD         | —                                                  | 31 de dezembro de 1904  | 14 de outubro de 1908     | Vice-intendente municipal nomeado                       |
| 11 | Nicolau Müssnich            | PNB         | —                                                  | 15 de outubro de 1908   | 29 de setembro de 1909    | Intendente municipal eleito                             |
| —  | Manuel Ribeiro Pontes Filho | PSD         | —                                                  | 30 de setembro de 1909  | 24 de novembro de 1909    | Vice-intendente municipal nomeado                       |
| 12 | Manuel Ribeiro Pontes Filho | PSD         | —                                                  | 25 de novembro de 1909  | 6 de maio de 1910         | Intendente municipal eleito                             |
| —  | Fernando Erdmann Scheeren   | PSD         | —                                                  | 7 de maio de 1910       | 14 de outubro de 1912     | Vice-intendente municipal nomeado                       |
| 13 | Manuel Ribeiro Pontes Filho | PSD         | —                                                  | 15 de outubro de 1912   | 14 de outubro de 1916     | Intendente municipal eleito                             |
| —  | Manuel Ribeiro Pontes Filho | PSD         | —                                                  | 15 de outubro de 1916   | 14 de outubro de 1920     | Intendente municipal reeleito                           |
| —  | Manuel Ribeiro Pontes Filho | PSD         | —                                                  | 15 de outubro de 1920   | 9 de janeiro de 1921      | Intendente municipal reeleito                           |
| —  | Frederico Neuhaus Filho     | PPB         | —                                                  | 10 de janeiro de 1921   | 14 de outubro de 1924     | Vice-intendente municipal nomeado                       |
| 14 | André Marcolino Mallmann    | UCR         | —                                                  | 15 de outubro de 1924   | 14 de outubro de 1928     | Intendente municipal eleito                             |
| 15 | Augusto Frederico Markus    | PRR         | —                                                  | 15 de outubro de 1928   | 16 de dezembro de 1930    | Intendente municipal eleito                             |
| —  | Augusto Frederico Markus²   | PRR         | —                                                  | 17 de dezembro de 1930  | 28 de outubro de 1934     | Prefeito nomeado pelo Governador Flores da Cunha        |
| 16 | Martin Leonardo             | PRR         | —                                                  | 29 de outubro de 1934   | 6 de fevereiro de 1935    | Prefeito nomeado pelo Governador Flores da Cunha        |
| 17 | José Hauschild Filho        | PRR         | —                                                  | 7 de fevereiro de 1935  | 7 de janeiro de 1936      | Prefeito nomeado pelo Governador Flores da Cunha        |
| —  | Edmundo Alfredo Steyer      | PL          | —                                                  | 8 de janeiro de 1936    | 9 de novembro de 1937**** | Prefeito eleito indiretamente                           |
| 18 | Edmundo Alfredo Steyer      | PL          | —                                                  | 10 de novembro de 1937  | 3 de janeiro de 1940      | Prefeito nomeado pelo Governador Manuel Daltro          |
| 19 | João Sabino Mena Barreto    | USB         | —                                                  | 4 de janeiro de 1940    | 30 de julho de 1941       | Prefeito nomeado pelo Governador Cordeiro de Farias     |
| 20 | Cláudio de Toledo Mércio    | USB         | —                                                  | 31 de julho de 1941     | 1º de setembro de 1943    | Prefeito nomeado pelo Governador Cordeiro de Farias     |
| —  | Acelino Pauletti            | PP          | —                                                  | 2 de setembro de 1943   | 13 de julho de 1945       | Prefeito interino                                       |
| 21 | Augusto Frederico Markus    | PSD         | —                                                  | 14 de julho de 1945     | 18 de novembro de 1945    | Prefeito nomeado pelo Governador Samuel Figueiredo      |
| —  | Luís Amado de Figueiredo*** | Sem Partido | —                                                  | 19 de novembro de 1945  | 16 de dezembro de 1945    | Prefeito nomeado                                        |
| —  | Acelino Pauletti            | PP          | —                                                  | 17 de dezembro de 1945  | 28 de fevereiro de 1948   | Prefeito interino                                       |
| 22 | Augusto Frederico Markus    | PSD         | —                                                  | 1º de março de 1947     | 8 de dezembro de 1947     | Prefeito nomeado                                        |
| 23 | Oscar Leopoldo Kasper¹      | PSD         | Augusto Driemeyer                                  | 9 de dezembro de 1947   | 30 de dezembro de 1951    | Prefeito e vice eleitos em sufrágio universal           |
| 24 | Adão Henrique Fett          | PL          | Fredolino Stapenhorst                              | 31 de dezembro de 1951  | 30 de janeiro de 1955     | Prefeito e vice eleitos em sufrágio universal           |
| —  | Ito João Snel               | PL          | —                                                  | 31 de janeiro de 1955   | 30 de dezembro de 1955    | Presidente da Câmara no cargo de Prefeito interinamente |
| 25 | Aloysio Valentim Schwertner | PL          | Alfredo Driemeyer                                  | 31 de dezembro de 1955  | 15 de março de 1959       | Prefeito e vice eleitos em sufrágio universal           |
| —  | Aloysio Pedro Knecht        | PRP         | —                                                  | 16 de março de 1959     | 30 de dezembro de 1959    | Presidente da Câmara no cargo de Prefeito interinamente |
| 26 | Bertoldo Gausmann           | PSD         | Carlos Baltazar Mallmann                           | 31 de dezembro de 1959  | 30 de dezembro de 1963    | Prefeito e vice eleitos em sufrágio universal           |
| 27 | Adão Henrique Fett          | ARENA       | Aloysio Valentim Schwertner                        | 31 de dezembro de 1963  | 30 de janeiro de 1969     | Prefeito e vice eleitos em sufrágio universal           |
| 28 | Bertoldo Gausmann           | ARENA       | Rogério Nonnenmacher                               | 31 de janeiro de 1969   | 30 de janeiro de 1973     | Prefeito e vice eleitos em sufrágio universal           |
| 29 | Gabriel Aloísio Mallmann    | MDB         | Aloysio Valentim Schwertner                        | 31 de janeiro de 1973   | 30 de janeiro de 1977     | Prefeito e vice eleitos em sufrágio universal           |
| 30 | Hélio Musskopf              | MDB         | Orlando Schäffer                                   | 31 de janeiro de 1977   | 30 de janeiro de 1981     | Prefeito e vice eleitos em sufrágio universal           |
| —  | Hélio Musskopf              | PMDB        | Orlando Schäffer                                   | 31 de janeiro de 1981*  | 14 de maio de 1982**      | Prefeito eleito continuou no cargo por decreto federal  |
| 31 | Orlando Schaeffer           | PMDB        | —                                                  | 14 de maio de 1982      | 30 de janeiro de 1983     | Vice-prefeito eleito no cargo de titular                |
| 32 | Gabriel Aloísio Mallmann    | PMDB        | Clóvis Antônio Schwertner                          | 31 de janeiro de 1983   | 31 de dezembro de 1988    | Prefeito e vice eleitos em sufrágio universal           |
| 33 | Leonildo José Mariani       | PDT         | Celso Brönstrup                                    | 1º de janeiro de 1989   | 31 de dezembro de 1992    | Prefeito e vice eleitos em sufrágio universal           |
| 34 | Günther Ricardo Wagner      | PDS         | Alfredo Inácio Barth                               | 1º de janeiro de 1993   | 31 de dezembro de 1996    | Prefeito e vice eleitos em sufrágio universal           |
| 35 | Leonildo José Mariani       | PPB         | Hedo Thies                                         | 1º de janeiro de 1997   | 31 de dezembro de 2000    | Prefeito e vice eleitos em sufrágio universal           |
| 36 | Geraldo Fernando Manica     | PDT         | José Inácio Birck                                  | 1º de janeiro de 2001   | 31 de dezembro de 2004    | Prefeito e vice eleitos em sufrágio universal           |
| 37 | Celso Brönstrup             | PPS         | Irene Terezinha Heim Veloso da Silveira (PL)/(PPS) | 1º de janeiro de 2005   | 31 de dezembro de 2008    | Prefeito e vice eleitos em sufrágio universal           |
| 37 | Celso Brönstrup             | PPS         | Irene Terezinha Heim Veloso da Silveira (PL)/(PPS) | 1º de janeiro de 2009   | 31 de dezembro de 2012    | Prefeito e vice reeleitos em sufrágio universal         |
| 38 | Carlos Rafael Mallmann      | PMDB        | Valmor José Griebeler (PT)/(PV)                    | 1º de janeiro de 2013   | 31 de dezembro de 2016    | Prefeito e vice eleitos em sufrágio universal           |
| 38 | Carlos Rafael Mallmann      | PMDB        | Valmor José Griebeler (PT)/(PV)                    | 1º de janeiro de 2017   | 31 de dezembro de 2020    | Prefeito e vice reeleitos em sufrágio universal         |
| 39 | Elmar Scheneider            | PTB         | João Schäfer (PSD)                                 | 1º de janeiro de 2021   | 31 de dezembro de 2024    | Prefeito e vice eleitos em sufrágio universal           |
| 40 | Carine Isabel Schwingel     | UNIÃO       | Márcio Mallmann (PODE)                             | 1º de janeiro de 2025   | Atual                     | Prefeita e vice eleitos em sufrágio universal           |